# Wellenfrontanalyse am menschlichen Auge
Unter Wellenfrontanalyse versteht man die Vermessung und Analyse des Wellenfrontfehlers eines optischen Systems (Auge, Fernrohr, Kamera). Hier wird die Analyse für das menschliche Auge beschrieben.

## Einleitung
Bekannterweise ist das Auge kein perfektes optisches System. Die Sehschärfe eines Auges hängt von verschiedenen Faktoren ab, wobei beim gesunden Auge mit klaren Medien und intakter Netzhaut die Wellenfrontfehler des Auges eine wichtige limitierende Rolle spielen. Diese optischen Abbildungsfehler entstehen durch unregelmäßige Lichtbrechung an der Hornhaut, Linse sowie im Glaskörper. Die moderne Aberrometrie erfasst neben den Standardrefraktionsfehlern (Myopie, Astigmatismus, Hyperopie) auch die sogenannten Fehler höherer Ordnung (higher order aberrations, HOA). Diese sind eine Art irregulärer Astigmatismus. Die  Wellenfrontfehler werden mithilfe von Aberrometern (Wellenfrontanalysegeräte) gemessen. Am verbreitetsten ist der Hartmann-Shack-Sensor. Zur Verbreitung dieser relativ jungen Untersuchungsmethode in der Augenheilkunde haben die Einführung der wellenfrontgeführten LASIK (Augenlaserbehandlung zur Korrektur von Sehfehlern) und von aberrationskorrigierenden Intraokularlinsen geführt. Das menschliche Auge weist oft erhebliche optische Fehler auf, die sich aber erstaunlicherweise gegenseitig kompensieren können.

## Optische Fehler niederer und höherer Ordnung
Bereits im 19. Jahrhundert beschrieb Zernike die optischen Fehler des Auges mit den so genannten Zernike-Polynomen. Dabei werden die optischen Fehler niederer Ordnung (LOA, Z0–Z2) und höherer Ordnung, (HOA, Z3–Z5) aufgeführt.
Die Sphäre und der Zylinder sind als optische Fehler niederer Ordnung (LOA, lower-order aberrations) allgemein bekannt und können mittels Brille oder Kontaktlinsen korrigiert werden. Sie werden auch als Defocus bezeichnet. Die Wellenfrontanalyse liefert auch Informationen über Abbildungsfehler höherer Ordnung (HOA, higher-order aberrations), welche das Sehvermögen des Menschen negativ beeinflussen. Dazu gehören vor allem die Koma, ein Asymmetriefehler in der Optik, und die sphärische Aberration, ferner das Trifoil und Pentafoil als drei- bzw. fünfschenklige Variante des bekannten zweischenkligen Astigmatismus. Die Fehler höherer Ordnung können durch Brille oder Kontaktlinse nur wenig korrigiert werden. Sie äußern sich vor allem durch geringere Kontrastsehschärfe (sphärische Aberration) und erhöhte Blendempfindlichkeit (Koma). Insgesamt ist der Anteil der Fehler höherer Ordnung an den gesamten optischen Fehlern beim gesunden Auge (ohne Medientrübung und ohne Hornhautpathologie) meist nur gering. Die wichtigsten Fehler höherer Ordnung sind:

### Koma
Bei der Koma (Schweif-Fehler) besteht eine asymmetrische Brechwertverteilung innerhalb der Pupille. Die optische Wirkung ist eine asymmetrische Verzeichnung des Bildes. Besonders schräg einfallende Lichtstrahlen werden verzerrt. Ein Stern wird als Komet mit Schweif gesehen.

### Sphärische Aberration (positive und negative)
Bei der sphärischen Aberration (Öffnungsfehler) besteht eine rotationssymmetrische Abweichung der durch die Linse im Randgebiet der Pupille durchtretenden Strahlen gegenüber den zentralen, also eine mangelhafte Vereinigung im Brennpunkt. Anders ausgedrückt: die Peripherie ist myoper oder hyperoper als das Zentrum. Bei der negativen sphärischen Aberration nimmt die Brechkraft vom Zentrum zur Peripherie ab, bei der positiven sphärischen Aberration nimmt die Brechkraft vom Zentrum zur Peripherie zu. Die optische Wirkung ist ein das eigentliche Bild überlagerndes zusätzliches unscharfes Bild, das typischerweise als Schleier wahrgenommen wird. Ein Stern bekommt beim Betrachten des nächtlichen Sternenhimmels einen Halo. Beim jüngeren Menschen hat die natürliche bikonvexe Augenlinse eine negative sphärische Aberration und wird etwa ab dem 40. Lebensjahr positiv. Die menschliche Hornhaut dagegen hat eine gleichbleibend positive sphärische Aberration. So gleichen sich die positive sphärische Aberration der Hornhaut und die negative sphärische Aberration der Linse aus und bis etwa zum 40. Lebensjahr besteht eine optimal ausgeglichene optische Wellenfront.
In der Fotografie wird die sphärische Aberration benutzt zum „Weichzeichnen“ eines Fotos. Dadurch werden die „Unebenheiten“ eines Gesichtes retuschiert und es bekommt einen schöneren Ausdruck.

## Gegenseitige Beeinflussung der optischen Fehler
Aberrationen niederer und höherer Ordnung können sich gegenseitig auch günstig beeinflussen: Liegen Defokus und sphärische Aberration mit gleichen Vorzeichen vor, so resultiert ein besseres Bild auf der Netzhaut als wenn die sphärische Aberration ganz fehlen würde. Ein perfektes, nicht aberriertes Auge ist gegenüber Defokussierung viel anfälliger als ein Auge mit sphärischen Aberrationen. Die positive sphärische Aberration der Hornhaut wird durch die negative sphärische Aberration der Linse kompensiert. Bei Patienten mit trockenem Auge ergeben sich doppelt so hohe Werte von Coma und sphärischer Aberration.

## Abhängigkeit der Aberrationen vom Alter
Bei jungen Menschen bis zum Alter von etwa 45 Jahren werden die Aberrationen der Linse durch die Aberrationen der Hornhaut teilweise kompensiert. Die Aberrationen in der Hornhaut nehmen mit dem Alter kaum zu. Die Wellenfrontfehler des normalen menschlichen Auges nehmen jedoch mit dem Alter zu durch die Veränderungen der Linse. Vor allem die sphärische Aberration nimmt deutlich zu. Durch die senile Miosis (engere Pupille im Alter) wird dies jedoch wirkungsvoll kompensiert.

## Wellenfrontkarte
Die Wellenfrontanalyse oder Aberrometrie misst die Abweichungen von der idealen Optik des Auges. Unter Wellenfrontkarte versteht man die farbcodierte Darstellung der Wellenfrontdeformation als Funktion des Ortes innerhalb der Pupille. Man unterscheidet die Wellenfrontanalyse des gesamten Auges (total aberration) und die corneale Wellenfrontanalyse (nur die Fehler in der Hornhaut). Die Fehler höherer Ordnung sind sehr vom Pupillendurchmesser abhängig, wie aus der Optik und Astronomie bekannt ist. Je kleiner die Pupille ist, desto geringer wirken sich besonders die HOA aus und umgekehrt. Als Einheit der Abweichung der Wellenfront wird Mikrometer verwendet. Die gängigsten Aberrometer arbeiten mit dem Hartmann-Shack-Sensor, einige auch nach dem Tscherning-Prinzip oder dem ray tracing-Prinzip.

## RMS-Wert
Die mittlere Abweichung aller Zernike-Polynome von der idealen Wellenfront wird als Standardabweichung des Wellenfrontfehlers bezeichnet, RMS-Fehler (engl. root-mean-square). Von den Aberrometern werden folgende Wellenfrontdaten ermittelt:
- RMS T = Gesamt-RMS,
- RMS-L = RMS der lower-order-aberrations (2. Ordnung),
- RMS-H = RMS der higher order aberrations (3.–5. Ordnung),
- RMS-Coma = RMS vom Coma,
- RMS-SA = RMS der sphärischen Aberration,
- RMS-res = RMS aller Aberrationen höherer Ordnung außer Coma und sphärische Aberration.

## Wellenfrontanalyse vor einer Augenlaserbehandlung
Durch die Informationen der cornealen Wellenfrontmessung wird ein individueller Abtrag an der Hornhaut möglich, welcher die Sehqualität nach dem Eingriff für den Patienten in einigen Fällen verbessert. Diese spezielle Form der refraktiven Augenlaserbehandlung nennt man wellenfrontgeführte Lasik (bzw. Lasek oder PRK) oder WG-Lasik. Synonyme sind Custom-Lasik oder wavefront-guided Lasik. Dabei können in gewissem Ausmaß Fehler höherer Ordnung (Coma, sphärische Aberration, Trefoil) durch ein individuell einstellbares Abtragungsprofil des Lasers zusätzlich zu den Fehlern niedriger Ordnung (Myopie, Hyperopie, Astigmatismus) korrigiert werden.
Die Vorteile der kornealen Wellenfrontanalyse gegenüber der Wellenfronterfassung des gesamten Auges sind, dass sie unabhängig vom Pupillendurchmesser ist und die Entfernungsanpassung der Augenlinse (Akkommodation) unberücksichtigt bleibt. Ferner können sämtliche Aberrationen, auch solche durch Linse oder Glaskörper, durch Laserverfahren immer nur an der Hornhaut korrigiert werden. Es gilt das Prinzip, dass Fehler nur dort korrigiert werden sollten, wo sie entstehen. Im Alter verändern sich die Aberrationen der Linse ohnehin und eine frühe Korrektur von Linsenfehlern in der Hornhaut durch Augenlaserverfahren wären dann nachteilig. Die Daten der Wellenfrontanalyse werden in die Software des Excimer-Lasers eingespielt. Auf dieser Basis kalkuliert die integrierte Software ein Korrekturschema und erstellt ein individuelles Abtragungsprofil, welches den optimalen Betrag des zu entfernenden Hornhautgewebes an jedem Punkt der Hornhaut definiert.